# قائمة متاحف باكو
هذه قائمة متاحف في باكو، عاصمة أذربيجان.

## القائمة
| نصب تذكاري                                           | عنوان | صورة  |
| ---------------------------------------------------- | --- | ----- |
| متحف بيت عبد الله شائق                               | باكو ، شارع عبد الله شائق 21، http://www.ashaig.aznet.org                                                   | [ 1 ] |
| المتحف الأثري و الإثنوغرافيا (باكو)                  | باكو، المدينة القديمة، شارع بويك قالة، 42                                                                   |       |
| مركز المتحف (باكو)                                   | باكو، جادة نيفجيلار، 123                                                                                    |       |
| متحف تاريخ الدين الحكومي في أذربيجان                 | باكو، جادة نيفجيلار، 123                                                                                    |       |
| المتحف الزراعي الأذربيجاني                           | باكو، طريق درناجول، 30/97                                                                                   |       |
| المتحف الجيولوجي الأذربيجاني                         | باكو ، شارع جوتجاشينلي، 95                                                                                  |       |
| متحف استقلال أذربيجان                                | باكو، جادة نيفجيلار، 123                                                                                    |       |
| المتحف الوطني للفنون في أذربيجان                     | باكو، شارع نيازي، 9-11                                                                                      |       |
| المتحف الوطني للتربية في جمهورية أذربيجان            | باكو، شارع نيازي، 9-11                                                                                      |       |
| متحف تاريخ أذربيجان الوطني                           | شارع، حاجي زين العبدين تاجييف، 4                                                                            |       |
| متحف بيت بولبول                                      | باكو، جادة بولبول، 15                                                                                       |       |
| متحف بيت جعفر جبارلي (باكو)                          | باكو، شارع قوتقاشينلي، 44 http://www.cafarcabbarli.com                                                      |       |
| متحف بيت جليل ممادقولوزاده                           | باكو، شارع تاجيزاده، 56                                                                                     |       |
| قصر الشروانشاهيين                                    | باكو، شارع قصر، 76                                                                                          |       |
| متحف التاريخ الطبيعي إسمه حسن باي زردابي             | باكو، شارع ميخائيل ليرمنتوف، 3                                                                              |       |
| متحف بيت ليوبولد و مستيسلاف روستروبوفيتش             | باكو، شارع ليبولد و مستيسلاف روستروبوفيتش http://www.rostropovich.aznet.org                                 |       |
| متحف السجاد في أذربيجان                              | باكو، شارع ميكاييل عسينوف، 28 http://www.azcarpetmuseum.az                                                  | [ 3 ] |
| معهد المخطوطات لأكاديمية العلوم الوطنية الأذربيجانية | باكو، شارع الاستقلال،8                                                                                      |       |
| متحف تاريخ أذربيجان الوطني                           | شارع، حاجي زين العبدين تاجييف،                                                                              |       |
| متحف الكتب المصغرة                                   | باكو، المدينة القديمة، شارع قلعة، 67 http://mini_books.aznet.org/mini_books                                 |       |
| متحف بيت مماد سائد أوردوبادي (باكو)                  | باكو، شارع خاقاني، 19                                                                                       |       |
| المتحف الوطني للأدب الأذربيجاني                      | باكو، شارع الاستقلال، 53                                                                                    |       |
| متحف بيت نريمان نريمانوف                             | باكو، شارع الاستقلال، 35 http://www.icom.azeurotel.com نسخة محفوظة 20 فبراير 2018 على موقع واي باك مشين.    |       |
| متنزه جوبوستان الوطني                                | شارع ميخائيل ليرمنتوف، 3 http://gobustan.iatp.az/gobustan نسخة محفوظة 10 نوفمبر 2007 على موقع واي باك مشين. |       |
| متحف ريناي مالاكوفونا                                | باكو، شارع ممادوف                                                                                           |       |
| متحف الفن الوطني في أذربيجان                         | باكو، شارع نيازي، 9-11                                                                                      |       |
| متحف بيت صمد فورغون                                  | باكو، شارع تارلان اليريبيوف، 4 http://www.samedvurgun.com                                                   |       |
| متحف بيت عزير حاجبايوف (شوشا)                        | شوشا http://www.uzeirbey.aznet.org                                                                          |       |
| متحف بيت عزير حاجبايوف (باكو)                        | Bakı, شارع شامل عزيزبايوف، 67/69                                                                            |       |
| متحف بيت ستار بحلولزاده                              | باكو، مستوطنة اميرجان، شارع صومباتزاده.                                                                     |       |
| متحف بيت عزيم عزيمزاده                               | باكو، شارع علييفا،157 http://www.icom.azeurotel.com نسخة محفوظة 20 فبراير 2018 على موقع واي باك مشين.       |       |
| متحف المسرح الحكومي في أذربيجان                      | باكو، جادة نيفجيلار، 49 http://teatrmuzeyi.musigi-dunya.az/                                                 |       |
| متحف بيت حسين جافيد                                  | باكو، شارع الاستقلال، http://www.huseyncavid.com                                                            |       |
| متحف الطب الأذربيجاني                                | شارع، نيجار رفيبيلي، 18                                                                                     |       |
| متحف أذربيجان الوطني للثقافة الموسيقية               | شارع بحبودوف،5 http://www.musicmuseum.az                                                                    |       |